# Erytroafereza
Erytroafereza – technika pobierania składników krwi dawcy, której zasadniczy produkt stanowią krwinki czerwone uzyskiwane współcześnie przy użyciu separatora komórkowego (metodą automatycznej erytroaferezy).
Typowa erytroafereza pozwala na uzyskanie 1 lub 2 jednostek koncentratu krwinek czerwonych (KKCz) pobranych od tego samego dawcy.
Dzięki możliwości pobrania 2 jednostek KKCz od jednego dawcy można ograniczyć ekspozycję biorcy na obce antygeny i zmniejszyć ryzyko przeniesienia infekcji
wirusowych drogą krwi.
Technika ta jest najczęściej wykorzystywana do otrzymania 2 jednostek ubogoleukocytarnego (filtrowanego) koncentratu krwinek czerwonych (UKKCz) zawieszonych zazwyczaj w roztworze wzbogacającym.